# Chiara Giancamilli
Chiara Giancamilli (Roma, 6 de diciembre de 2000) es una deportista italiana que compite en tiro, en la modalidad de pistola. Ganó una medalla de plata en el Campeonato Europeo de Tiro en 10 m de 2023, en la prueba de pistola 10 m mixto.

## Palmarés internacional
| Campeonato Europeo | Campeonato Europeo | Campeonato Europeo | Campeonato Europeo |
| Año                | Lugar              | Medalla            | Prueba             |
| ------------------ | ------------------ | ------------------ | ------------------ |
| 2023               | Tallin (Estonia)   | Medalla de plata   | Pistola 10 m mixto |